# Hyperacanthus microphyllus
Hyperacanthus microphyllus är en måreväxtart som först beskrevs av Karl Moritz Schumann, och fick sitt nu gällande namn av Diane Mary Bridson. Hyperacanthus microphyllus ingår i släktet Hyperacanthus och familjen måreväxter. Inga underarter finns listade i Catalogue of Life.